# Phommin Kaeosanga
Phommin Kaeosanga (thailändisch พรหมมินทร์ แก้วสง่า; * 17. August 1997 in Nakhon Ratchasima) ist ein thailändischer Fußballspieler.

## Karriere
Phommin Kaeosanga stand bis Ende 2019 beim BG Pathum United FC unter Vertrag. Der Verein aus Pathum Thani spielte in der zweithöchsten thailändischen Liga, der Thai League 2. Die Rückrunde 2019 wurde er an den Ligakonkurrenten Khon Kaen FC ausgeliehen. Für den Klub aus Khon Kaen stand er 15-mal in der zweiten Liga auf dem Spielfeld. Nach Ende der Ausleihe wurde er von Khon Kaen fest verpflichtet. Nach insgesamt 34 Spielen für Khon Kaen wechselte er im Mai 2021 zum ebenfalls in der zweiten Liga spielenden Chiangmai FC nach Chiangmai. Für den Zweitligisten bestritt er 17 Ligaspiele. Nach zwei Spielzeiten wechselte er im Sommer zum Drittligaaufsteiger Prachinburi City FC. Mit dem Verein aus Prachinburi spielte er neunmal in der Eastern Region der Liga. Anfang Januar 2024 wechselte er wieder in die zweite Liga. Hier schloss er sich in Phrae dem Phrae United FC an. Nach drei Ligaspielen unterschrieb er im Sommer 2024 einen Vertrag bei dem in der North/Eastern Region spielenden Drittligisten Khon Kaen FC.